# Mbenguedje Wawa
Pour les articles homonymes, voir Wawa.
Mbenguedje Wawa  est un village de la commune de Banyo situé dans la région de l'Adamaoua et le département du Mayo-Banyo au Cameroun.

## Population
En 1967, Mbenguedje Wawa comptait 107 habitants, principalement des Wawa, d'où son nom. C'est l'une des quelques localités où l'on parle le wawa, une langue bantoïde mambiloïde en danger qui ne comptait plus que 3 000 locuteurs en 1991.
Lors du recensement de 2005, 1 340 personnes y ont été dénombrées.